# الیوت واسامیلت
الیوت واسامیلت (به انگلیسی: Eliot Vassamillet) (زاده ۲۹ دسامبر ۲۰۰۰) خواننده بلژیکی است.
او نماینده بلژیک در یوروویژن ۲۰۱۹ بود.